# 関西学生陸上競技連盟
関西学生陸上競技連盟（かんさいがくせいりくじょうきょうぎれんめい、略称ICAAK）は、奈良県・和歌山県・滋賀県・兵庫県・京都府・大阪府に本部を置く大学・大学院・短期大学及び高等専門学校（第4・5学年）が公認している陸上競技関連の競技部で構成されている独立学生自治団体。丹後大学駅伝や男女混合駅伝、関西学生陸上競技対校選手権大会を主催していることで知られている。

## 主催大会
- 関西学生陸上競技対校選手権大会(5月下旬)
- 京都学生陸上競技対校選手権大会(4月上旬)
- 兵庫学生陸上競技対校選手権大会(4月上旬)
- 大阪学生陸上競技対校選手権大会(4月上旬)
- 全日本大学駅伝対校選手権大会 関西学連出場大学選考会(6月中旬)
- 関西学生新人陸上競技選手権大会 兼 ディムライトリレーズ(8月下旬～9月上旬)
- 関西学生陸上競技種目別選手権大会 兼 関西学生混成選手権大会(10月下旬)
- 関西学生ハーフマラソン選手権大会(1月下旬、大阪ハーフマラソンと併催)
- 関西学連競技会(8月と3月)
- 長距離強化記録会(不定期開催)
- 競歩強化記録会(12月)
- 関西学生対校駅伝競走大会(11月下旬)
- 関西学生対校女子駅伝競走大会(9月下旬)
- 京都学生駅伝競走大会(12月上旬)
- 全国招待大学対校男女混合駅伝競走大会(2月中旬)
- 審判講習会